# 蕉木属
蕉木属（学名：Oncodostigma）是番荔枝科下的一个属，为乔木植物。该属共有约4种，分布于马来西亚、印度尼西亚。

## 下属物种
本属包括以下物种：
- Oncodostigma leptoneura Diels
- Oncodostigma microflorum H.Okada